# Dean Martin
Dean Martin, døbt Dino Paul Crocetti (født 7. juni 1917, død 25. december 1995) var en amerikansk sanger, skuespiller og komiker. Han var søn af en italiensk immigrantfamilie bosat i Steubenville, Ohio.
Hans storhedstid var i 1950'erne og 1960'erne, hvor han havde en lang række pladehits som That's Amore, Everybody Loves Somebody og Volare. Han var endvidere en af initiativtagerne til det berømte Rat Pack, lige som han i ti år havde sit eget underholdningsshow i tv, The Dean Martin Show.

## Biografi
Dean Martin blev født i Steubenville, Ohio som søn af italienske indvandrere, og han talte udelukkende italiensk, til han var fem år. Efter 10. klasse stoppede han i skolen, idet han efter egen opfattelse var klogere end lærerne. De følgende år havde han en lang række forskelligartede jobs, blandt andet inden for underholdning og som bokser. Sidstnævnte gav ham en række skader, heriblandt en brækket næse og knoer samt en alvorlig flænge i læben, som han bar med sig resten af livet.
Da han stoppede med det hårde liv som bokser, arbejdede han i et illegalt casino, men samtidig begyndte han at synge med lokale orkestre. Det var her, han tog kunstnernavnet − i første omgang Dino Martini − og han fik sit gennembrud lokalt som crooner i en stil, der blandt andet var påvirket af Bing Crosby. Nogle år senere foreslog en orkesterleder, at han skiftede navnet til Dean Martin, hvilket han gjorde.
I 1941 blev Dean Martin gift med Elizabeth Anne McDonald, med hvem han fik fire børn. Han tjente til dagen og vejen som sanger for en række bands, men han havde endnu ikke udviklet sin egen stil. I 1943 mødte han første gang Frank Sinatra, da Martin uden succes efterfulgte Sinatra som sanger i en klub. I den samme periode lykkedes det Dean Martin med charme at få forskud så mange steder, at det oversteg hans faktiske indkomst. Denne praksis slap han tilsyneladende heldigt fra uden at få mange fjender.
I slutningen af 2. verdenskrig blev han indkaldt til hæren og gjorde tjeneste i Akron, Ohio, et års tid, indtil han blev betegnet som uegnet (muligvis på grund af brok) og hjemsendt. Han kunne derefter genoptage sin sangerkarriere, hvor han efterhånden klarede sig relativt pænt, men på regionalt plan. I årene efter krigen er det ifølge en biografi om Dean Martin hævdet, at han havde kontakt til forskellige mafiamedlemmer, der hjalp ham med at fremme karrieren i et vist omfang. Men han har tilsyneladende ikke været alt for glad for forbindelserne og har derfor søgt at holde dem på et niveau, som ikke for alvor kompromitterede ham.

### Par med Jerry Lewis
I årene lige efter krigen havde filmselskabet MGM et godt øje til ham dog uden at give ham en kontrakt i første omgang. Derimod mødte han under sine talrige natkluboptrædender den unge komiker Jerry Lewis, og de to blev hurtigt venner. De fandt på at lave et fælles show i form af en blanding mellem musik og komik. Deres første officielle optræden sammen fandt sted i Atlantic City 24. juli 1946. Det blev lidt af en fiasko, og natklubejeren forlangte, at de fandt på noget bedre til anden forestilling. De besluttede sig så for at smide de planlagte sketches og gags ud og basalt set blot improvisere. Det resulterede i Martins sang og Lewis' kaotiske slapstick-improvisation, der indebar, at han generede Martins sange og ødelagde tallerkener og andet inventar. Men denne gang kunne publikum lide det, og parret drog nu på turne med stor succes på det meste af USA's østkyst. Deres succes var efter deres egen opfattelse et resultat af, at de ikke tænkte på publikum, men basalt set blot på selv at have det sjovt.
Parret fik derpå en radiokontrakt og kort efter en filmkontrakt også, så de flyttede nu til Californien. De fik en god kontrakt og indspillede sammen deres første film, My Friend Irma, i 1949. De blev på kort tid et af USA's allerstørste navne inden for underholdning, og med lukrative kontrakter tjente de på få år millioner af dollars. De fleste kritikere undervurderede dog Dean Martins rolle, da han ofte spillede den "almindelige" i parrets løjer, mens Lewis var den vanvittige. Lewis var dog selv fuld af lovord over Martins indsats, og han mente ikke, at han selv kunne have opnået den overvældende succes med andre.
I længden var det imidlertid ikke nok til at holde på Dean Martin, der udover at blive undervurderet i offentligheden også var utilfreds med de fastlåste filmskabeloner, som parret blev placeret i. Venskabet kølnedes efterhånden, og i 1956 skiltes de som par. Det blev i første omgang ikke nogen fordel for Martin, da publikum jo var vant til at betragte ham som den mindst interessante af parret, så hans første solofilm, Ti tusind soveværelser, blev en fiasko. Han var fortsat populær som sanger, men med rock and rollens indtog så det ud til, at croonernes dage var ovre.

### Solokarriere
Dean Martin havde hidtil ikke følt sig alt for godt tilpas under filmoptagelser, men han var trods det ivrig efter at blive kendt som rigtig skuespiller. Derfor accepterede han en meget lav betaling for at være med i krigsdramaet De unge løver, hvor han kom til at spille sammen med stjerner som Marlon Brando og Montgomery Clift. Filmen blev starten på Martins bemærkelsesværdige filmcomeback. Han trådte for alvor i karakter i En mand kom til byen, hvor han spillede sammen med Sinatra, og i Rio Bravo med blandt andet John Wayne. I midten af 1960'erne havde Dean Martin nu fuldstændig genvundet sin position i filmverdenen, mens Jerry Lewis' karriere var ved at smuldre.
Som sanger fandt han omsider sin egen stil, som han fik international succes med. Han indspillede mere end 600 sange, og med Everybody Loves Somebody lykkedes det ham at indtage de amerikanske hitlisters førsteplads fra The Beatles på det tidspunkt, hvor de ellers netop havde nået toppen. I 1960'erne blev Martin inspireret af country-stilen og indspillede flere countrysange af blandt andet Johnny Cash og Merle Haggard. I tre årtier var Dean Martin også et af de mest populære navne på scenerne i Las Vegas sammen med Jerry Lewis.

### The Rat Pack
Med Martins voksende succes kom han til at færdes i de samme cirkler som tidens anden helt store stjerne, Frank Sinatra, og de to blev venner. I slutningen af 1950'erne dannede de sammen med andre den løse gruppe, som de selv kaldte "Klanen" eller "The Summit", men som i den brede offentlighed blev kendt som "Rat Pack". Dette navn havde sin oprindelse i en tidligere gruppe af venner med bl.a. Humphrey Bogart, Lauren Bacall og Sinatra, der var kendt som Holmby Hills Rat Pack.
Gruppen blev især kendt for sine − ofte uannoncerede − shows i Las Vegas. Det var ud over Sinatra og Martin Sammy Davis, Jr., man kunne møde her, og deres optræden bestod af sange, en, to eller tre ad gangen, småsnak og slapstick-indslag, og gruppen optrådte altid i smoking. Deres småsnak var ofte smålummer og selvironisk, og emnerne omfattede f.eks. Sinatras berygtede kvindeaffærer, Davis' race og religion (han var jøde) samt Martins legendariske alkoholforbrug. På grund af gruppens store popularitet fik de åbnet nogle døre for sorte amerikanere og jøder, da de konsekvent nægtede at komme, hvor Davis ikke var ønsket.

### 1960'erne og 1970'erne
I 1965 indlede Dean Martin en underholdningsserie, der blev sendt ugentligt på NBC med titlen The Dean Martin Show. Heri var han vært for forskellige gæster, mens han samtidig selv optrådte og i øvrigt spillede på den stil, han var kendt for: En afslappet, charmerende, halvfuld crooner, der kunne slippe af sted med stort set hvad som helst. Showet blev en kæmpesucces og sendt i en lang række lande, herunder på Danmarks Radio, og det kørte gennem næsten ti år.
Trods sit image som alkoholiker var Dean Martin meget selvdisciplineret og faktisk et familiemenneske. Shirley MacLaine beretter i sin selvbiografi, at han faktisk drak æblejuice under filmoptagelser, og han var mindst lige så glad for at spille golf og se tv som for at drikke sammen med vennerne.
I starten af 1970'erne var Dean Martin fortsat et af underholdningsindustriens store navne med sine tv-shows og plader, men han trappede efterhånden ned på sine engagementer med tv-showet, der efterhånden kunne klare sig næsten uden hans medvirken. Også pladeindspilningerne skar han ned på. Tilsyneladende havde han en slags midtvejskrise. Han var blevet skilt fra sin anden kone i 1972, og en ellers god kontrakt om optræden på Hotel Riviera blev opsagt. Han var efterfølgende kortvarigt gift endnu en gang, men fandt senere igen sammen med sin anden kone, Jeanne. I 1976 førte Frank Sinatra Dean Martin sammen med sin gamle partner, Jerry Lewis, hvilket genoprettede deres venskab, omend de kun ved yderst få lejligheder optrådte sammen igen.

### De sidste år
Der blev efterhånden ret stille om Dean Martin mod slutningen af 1970'erne og starten af 1980'erne. Han indspillede få film som Ud at køre med de skøre og få plader, men levede ellers i det store hele en tilbagetrukket tilværelse. I 1987 omkom hans søn ved en flyulykke, hvilket tog hårdt på Martin. Han havde derfor ikke rigtig sin sjæl med, da en genforeningsturne for Rat Pack løb af stablen i 1988, og han følte sig i øvrigt ikke godt tilpas ved deres optræden i store koncertsale. Hans sidste sceneoptræden fandt sted på hans 72-årsfødselsdag i 1989, og i 1991 var han de facto helt stoppet med offentlig optræden. 
I 1993 fik han konstateret lungecancer, og han nægtede at få foretaget omfattende operationer for at forlænge livet. Han døde juledag 1995.

## Privatliv
Dean Martin var gift tre gange. Elisatbeth Anne (Betty) McDonald var hans første kone (1941-1949) med hvem han fik fire børn. Betty kom efterhånden i behandling for alkoholisme, men om dette var årsagen til parrets skilsmisse, kan ikke afgøres. Efter dette blev han gift med Jeanne Biegger (1949-1973), og de fik sammen tre børn. Endelig var han gift med Catherine Hawn (1973-1976), og Martin adopterede hendes datter. Efter deres skilsmisse havde han et kortere forhold til endnu en kvinde, men snart efter fandt han sammen med Jeanne Biegger igen, og de holdt sammen, dog uden at blive gift igen, til hans død.

## Filmografi
Følgende er et udvalg af Dean Martins film:
- My Friend Irma (1949)
- I krig med hæren (At War with the Army, 1950)
- Dagens mand (That's My Boy, 1951)
- Pas på sømænd (Sailor Beware, 1951)
- Pas på spøgelser (Scared Stiff, 1953)
- Af vejen, drenge (The caddy, 1953)
- Se New York og dø (Living It Up, 1954)
- Martin og Lewis på tyvejagt (You're Never Too Young, 1955)
- Ti tusind soveværelser (Ten Thousand Bedrooms, 1957)
- De kom løbende (Some Came Running, 1958)
- Rio Bravo (1959)
- Elleve i Las Vegas (Ocean's Eleven, 1960)
- Ada (1961)
- Tre sergenter (Sergeants 3, 1962)
- Skjult begær (Toys in the Attic, 1963)
- Robin og de syv Hood'er' (Robin and the 7 Hoods, 1964)
- Kys mig, fjols (Kiss Me, Stupid, 1964)
- Fire tapre sønner (The Sons of Katie Elder, 1965)
- Ræk mig lyddæmperen (The Silencers, 1966)
- Bandolero! (1968)
- Airport (1970)
- Vestens hårde lov (Showdown, 1973)
- Ud at køre med de skøre (The Cannonball Run, 1981)
- Ud at køre med de skøre 2 (Cannonball Run II, 1984)